# Peace Efih
Peace Ewomazino Efih (* 5. August 2000 in Ughelli) ist eine nigerianische Fußballspielerin.

## Karriere

### Klub
Den Grundstein ihrer Karriere legte sie in ihrer Heimat beim Edo Queens FC, für den sie bis Sommer 2019 aktiv war. Danach machte sie den Wechsel nach Spanien, wo sie nun für eine Saison bei Sporting Huelva aktiv war. In der darauf wiederum folgenden Saison spielte sie hier beim Saragossa CFF. Danach wiederum wechselte sie nach Israel, wo sie sich dem FC Kiryat Gat anschloss. Seit September 2022 steht sie nun bei Sporting Braga in Portugal unter Vertrag.

### Nationalmannschaft
Nachdem sie bereits in der U17 und U20 ein paar Einsätze hatte, kam sie für die A-Nationalmannschaft erstmals im Jahr 2022 zum Einsatz. Im Vorfeld des Afrika-Cup 2022 kam sie im April des Jahres in zwei Freundschaftsspielen gegen Kanada zum Einsatz. Auch beim Turnier selbst, war sie in zwei Partien aktiv und erzielte beim 4:0-Gruppenspielsieg über Burundi auch ein Tor. Am Ende erreichte sie mit ihrer Mannschaft das Halbfinale, was für die Teilnahme an der Weltmeisterschaft 2023 qualifizierte.